# Węgrów
Węgrów (udtale: [ˈvɛŋɡruf])  er en by der ligger i det østlige, centrale Polen, i den vestlige østlige del af voivodskabet Masovien (Województwo mazowieckie) og har 11.993(2021) indbyggere og et areal på	35,45 km². Den er administrationsby i powiatet (amt) Węgrów.

## Historie
Węgrów er nævnt første gang i  historiske optegnelser fra 1414, og modtog stadsrettigheder  i 1441. Mellem det 16. og 18. århundrede var det et vigtigt centrum for reformationen i Polen. Det var en privat by ejet af forskellige polske adelsmænd. 
Efter Polens tredje deling blev den annekteret af Østrig i 1795. Den blev genvundet af polakkerne efter den østrig-polske krig (en del af Napoleonskrigene) i 1809 og inkluderet i det kortvarige Hertugdømmet Warszawa. Efter hertugdømmets opløsning, i 1815, overgik det til det såkaldte kongres-Polen i den russiske deling (en) af Polen. Den var stedet for fire kampe mellem polske oprørere og russiske tropper under  novemberopstanden 1830-1831.